# برنارد فان روسلبرخه
برنارد فان روسلبرخه (انگلیسی: Bernard Van Rysselberghe; ۵ اکتبر ۱۹۰۵ – ۲۵ سپتامبر ۱۹۸۴) دوچرخه‌سوار اهل بلژیک بود.